# ProB 2007/08
Die Saison 2007/08 ist die erste Spielzeit der deutschen Basketball-Spielklasse ProB. Die ProB ist die zweite Staffel der hierarchisch strukturierten 2. Basketball-Bundesliga. Die reguläre Saison begann am 29. September 2007 und endete am 19. April 2008.

## Modus
An der Liga nahmen 16 Mannschaften teil. Die beiden bestplatzierten Teams erwarben das sportliche Teilnahmerecht an der Pro A. Die vier schlechtesten Teams stiegen in die in vier Divisionen (Nord, Süd-West, Süd-Ost, West) aufgeteilten Regional-Ligen ab.

### Qualifikation
Da die Liga neu gegliedert wurde, gab es für die sportlichen Anwartschaftsrechte einen Qualifikationsmodus, der die drei vorangegangenen Spielzeiten umfasste. Für die Abschlussplatzierungen wurden Punkte vergeben. Die Saison 2004/2005 zählte einfach, die Saison 2005/2006 doppelt und die Saison 2007/2008 vierfach.

### Anforderungen
Die teilnehmenden Teams mussten:
- in einer Halle spielen, die über 150 Sitzplätze verfügt (2008/2009: 300 Sitzplätze).
- 6 Spieler, die im Besitz der deutschen Staatsbürgerschaft sind, im Kader haben.

Es konnten maximal 18 Spieler je Saison und Team eingesetzt werden. Davon mussten mindestens neun die deutsche Staatsangehörigkeit besitzen. Von den maximal zwölf je Spiel einsetzbaren Spielern mussten mindestens sechs Deutsche sein. Es gab Doppellizenzen für Spieler der Altersklasse U24 mit der Basketball-Bundesliga (BBL) und für U22-Spieler aus den Regionalligen (und darunter). Diese Spieler zählten nicht zu den 18 maximal einsetzbaren Spielern, wohl aber zur nationalen Quote (sofern sie deutsch waren).

## Saisonnotizen
- Der Deutsche Basketball Bund (DBB) klagte vor Saisonbeginn gegen die Neugliederung der 2. Bundesliga, da die Regionalligen (deren Spielbetrieb der DBB organisiert) dadurch degradiert wurden.
- Vor Saisonanfang wurde ein Antrag gestellt, die Pro B auf 18 Mannschaften zu erweitern, welcher jedoch abgelehnt wurde.

## Saisonbestmarken
| Kriterium       | Wert | Spieler                            |
| --------------- | ---- | ---------------------------------- |
| Punkte          | 51   | DeMario Grier (Wolfenbüttel)       |
| Rebounds        | 21   | Torvoris Baker (Herten)            |
| Dreier          | 12   | Thomas Dreesen (Herten)            |
| Zweier          | 14   | Zack Wright (Braunschweig)         |
| Assists         | 15   | Kasey Ulin (Herten)                |
| Ballgewinne     | 7    | Sebastian Schröter (Essen)         |
| Geblockte Würfe | 9    | Andreas Hornig (Kirchheim)         |
| Effektivität    | 51   | Christian Standhardinger (Ehingen) |

## Tabelle
|  | = Aufstiegsplätze |
|  | = Abstiegsplätze  |

| \| # \| Team \| Siege \| Niederlagen \| Punkte \| Körbe \| \| -- \| ----------------------------------- \| ----- \| ----------- \| ------ \| --------- \| \| 1 \| ETB Wohnbau Baskets Essen \| 25 \| 5 \| 50:10 \| 2454:2078 \| \| 2 \| Kirchheim Knights \| 23 \| 7 \| 46:14 \| 2631:2412 \| \| 3 \| München Basket \| 21 \| 9 \| 42:18 \| 2596:2361 \| \| 4 \| USC Freiburg \| 21 \| 9 \| 42:18 \| 2569:2323 \| \| 5 \| Proveo MERLINS Crailsheim \| 20 \| 10 \| 40:20 \| 2537:2311 \| \| 6 \| Hertener Löwen \| 17 \| 13 \| 34:26 \| 2543:2547 \| \| 7 \| Erdgas Ehingen/Urspringschule \| 16 \| 14 \| 32:28 \| 2345:2361 \| \| 8 \| Spot Up Medien Baskets Braunschweig \| 16 \| 14 \| 32:28 \| 2480:2465 \| \| 9 \| TSV Tröster Breitengüßbach \| 15 \| 15 \| 30:30 \| 2344:2326 \| \| 10 \| RSV Eintracht Stahnsdorf \| 14 \| 16 \| 28:32 \| 2445:2484 \| \| 11 \| Wolfenbüttel Dukes \| 12 \| 18 \| 24:36 \| 2377:2407 \| \| 12 \| BIS Baskets Speyer \| 10 \| 20 \| 20:40 \| 2409:2546 \| \| 13 \| TuS Lichterfelde \| 10 \| 20 \| 20:40 \| 2099:2225 \| \| 14 \| Hapa Ansbach Piranhas \| 7 \| 23 \| 14:46 \| 2352:2691 \| \| 15 \| NOMA Iserlohn Kangaroos \| 7 \| 23 \| 14:46 \| 2406:2759 \| \| 16 \| TSVE Bielefeld Dolphins \| 6 \| 24 \| 12:48 \| 2500:2791 \| |                                     |       |             |        |           |
| # | Team                                | Siege | Niederlagen | Punkte | Körbe     |
| 1 | ETB Wohnbau Baskets Essen           | 25    | 5           | 50:10  | 2454:2078 |
| 2 | Kirchheim Knights                   | 23    | 7           | 46:14  | 2631:2412 |
| 3 | München Basket                      | 21    | 9           | 42:18  | 2596:2361 |
| 4 | USC Freiburg                        | 21    | 9           | 42:18  | 2569:2323 |
| 5 | Proveo MERLINS Crailsheim           | 20    | 10          | 40:20  | 2537:2311 |
| 6 | Hertener Löwen                      | 17    | 13          | 34:26  | 2543:2547 |
| 7 | Erdgas Ehingen/Urspringschule       | 16    | 14          | 32:28  | 2345:2361 |
| 8 | Spot Up Medien Baskets Braunschweig | 16    | 14          | 32:28  | 2480:2465 |
| 9 | TSV Tröster Breitengüßbach          | 15    | 15          | 30:30  | 2344:2326 |
| 10 | RSV Eintracht Stahnsdorf            | 14    | 16          | 28:32  | 2445:2484 |
| 11 | Wolfenbüttel Dukes                  | 12    | 18          | 24:36  | 2377:2407 |
| 12 | BIS Baskets Speyer                  | 10    | 20          | 20:40  | 2409:2546 |
| 13 | TuS Lichterfelde                    | 10    | 20          | 20:40  | 2099:2225 |
| 14 | Hapa Ansbach Piranhas               | 7     | 23          | 14:46  | 2352:2691 |
| 15 | NOMA Iserlohn Kangaroos             | 7     | 23          | 14:46  | 2406:2759 |
| 16 | TSVE Bielefeld Dolphins             | 6     | 24          | 12:48  | 2500:2791 |

## Durchschnittliche Zuschauerzahlen
| Stadt          | Besucher | Vorjahr      | Entwicklung |
| -------------- | -------- | ------------ | ----------- |
| Ansbach        | 350      | Regionalliga | ---         |
| Bielefeld      | 348      | Regionalliga | ---         |
| Braunschweig   | 977      | 1.000        | −2,3 %      |
| Breitengüßbach | 317      | 387          | −18,2 %     |
| Crailsheim     | 1.204    | 1.120        | +7,5 %      |
| Ehingen        | 538      | 600          | −10,3 %     |
| Essen          | 1.709    | Regionalliga | ---         |
| Freiburg       | 504      | 443          | +13,7 %     |
| Herten         | 639      | 707          | −9,7 %      |
| Iserlohn       | 475      | 657          | −27,7 %     |
| Kirchheim      | 1.120    | 1.143        | −2,0 %      |
| Lichterfelde   | 250      | 420          | −40,6 %     |
| München        | 392      | 420          | −6,6 %      |
| Speyer         | 450      | Regionalliga | ---         |
| Stahnsdorf     | 297      | Regionalliga | ---         |
| Wolfenbüttel   | 463      | 593          | −22,0 %     |
| Gesamt         | 632      | 681          | −7,2 %      |

Höchste Zuschauerzahl bei einem Spiel: 6.053 (Braunschweig)

## Führende der Mannschaftsstatistiken
Defensiv beste Mannschaft: ETB Wohnbau Baskets Essen (69,2 Punkte pro Spiel)

Defensiv schlechteste Mannschaft: TSVE Bielefeld (93,0 Punkte pro Spiel)
Offensiv beste Mannschaft: Kirchheim Knights (87,7 Punkte pro Spiel)

Offensiv schlechteste Mannschaft: TuS Lichterfelde (69,9 Punkte pro Spiel)

## Führende der Spielerstatistiken
| Kategorie                | Spieler        | Team         | Wert |
| ------------------------ | -------------- | ------------ | ---- |
| Punkte pro Spiel         | Zack Wright    | Braunschweig | 24,8 |
| Rebounds pro Spiel       | Andreas Hornig | Kirchheim    | 12,7 |
| Assists pro Spiel        | Kasey Ulin     | Herten       | 8,6  |
| Steals pro Spiel         | Zack Wright    | Braunschweig | 3,3  |
| Blocks pro Spiel         | Andreas Hornig | Kirchheim    | 2,9  |
| Dreipunktewurf pro Spiel | Thomas Dreesen | Herten       | 4,6  |

## Ehrungen 2007/08

### Spieler des Monats
- Oktober: Timothy Burnette (PG, , Kirchheim Knights)
- November: Andreas Hornig (C, , Kirchheim Knights)
- Dezember: Kasey Ulin (SG, , Hertener Löwen)
- Januar: Zack Wright (PG, , SUM Baskets Braunschweig)
- Februar: Solomon Sheard (C, , Wolfenbüttel Dukes)
- März: Demario Grier (PG, , Wolfenbüttel Dukes)

### Youngster des Monats
- Oktober: Elias Harris (SF, , BIS Baskets Speyer)
- November: Christian Standhardinger (SF, , Erdgas Ehingen/Urspringschule)
- Dezember: David McCray (PG, , Kirchheim Knights)
- Januar: Simon Schmitz (PG, , BIS Baskets Speyer)
- Februar: Maurice Stuckey (PG, , Erdgas Ehingen/Urspringschule)
- März: Karsten Tadda (SG, , TSV Tröster Breitengüßbach)

### Awards 2008
- Spieler des Jahres: Zack Wright (PG, , SUM Baskets Braunschweig)
- Youngster des Jahres: Elias Harris (SF, , BIS Baskets Speyer)
- Trainer des Jahres: Igor Krizanović (, ETB Wohnbau Baskets Essen)